# تپه باستانی باغ سرهنگ رامجین
این تپه باستانی به ارتفاع حدودی ۱۶ متر در موقعیت محدوده باغ سرهنگ معصومی روستای رامجین از توابع شهرستان ساوجبلاغ واقع گردیده است.ظاهرا این تپه در دورانی دژ مستحکمی از خشت بوده‌است شامل سفال‌های ظریف و خشن در خمیره‌های نخودی و قرمز مربوط به دوران قبل اسلام و اوایل دوره اسلامی. 